# 不列颠哥伦比亚省
，又稱BC省、卑詩省，是加拿大最西部的省，西面濒临太平洋和阿拉斯加狭地，北面与育空和西北地区相连，東面隔着加拿大洛磯山脈与艾伯塔省接壤，南面与美国的华盛顿州、爱达荷州和蒙大拿州相邻。不列颠哥伦比亚省面積944,735平方公里，是加拿大面積第3大的省，在加拿大各省及地區面积中排名第5（9.5%）。根据2021年加拿大统计局人口普查，不列颠哥伦比亚省人口有500万人，为加拿大第三。首都為位於溫哥華島的域多利，最大城市是低陆平原的溫哥華；传统的主要產業是林業、礦業和漁業，但近年来旅游业、影视产业、金融业和教育出口等服务业也在兴起，国民生产总值为加拿大第四。

## 命名
哥倫比亞河流域在19世纪成为英属北美太平洋西北地区的毛皮贸易区，称作哥倫比亞地區（Columbia District），但自18世纪开始沙俄和西班牙也对此地区进行海外扩张。而美国在1803年路易斯安那购地后，派遣路易斯和克拉克组织探险队寻找到通向太平洋海岸的路，并也对哥伦比亚河流域地区宣誓主权，称其为俄勒冈乡域（Oregon Country）。在1819年《亚当斯－奥尼斯条约》和1824年《圣彼得堡条约》之后，西班牙和沙俄先后放弃对太平洋西北地区的殖民，英美两国变成了唯一的竞争者。尽管《1818年条约》明确了北纬49度线为英美在北美的边境，哥伦比亚地区实际上是两国在共治并且争相移民的争议地区。在美墨战争之后，英美两国最终于1846年签订《俄勒冈条约》，明确规定哥伦比亚地区也以49度线划分边界。為了強調49度线以北為主权屬於英國的哥倫比亞地區，英国特意加上了前缀“英屬”。1858年，英属哥伦比亚地区正式成為英國殖民地，維多利亞女皇取名為英屬哥倫比亞殖民地，
卑诗政府的选举事务处、司法廳、勞工廳、教育廳、農業廳等政府部门均用中文自稱「卑詩省」，源於的首字母BC粤语音譯「卑詩」。台灣譯作「英屬哥倫比亞」或「不列顛哥倫比亞」，中國大陸譯為「不列颠哥伦比亚」，香港譯作「卑詩」但「英屬哥倫比亞」也通行，新加坡亦常译为「卑诗」。华裔加拿大人普遍按照英语简称的习惯译作卑诗省。

## 歷史

### 史前到皮草貿易

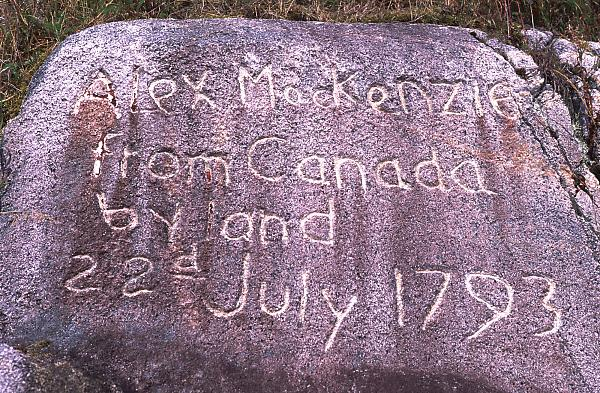
麥肯西的石碑

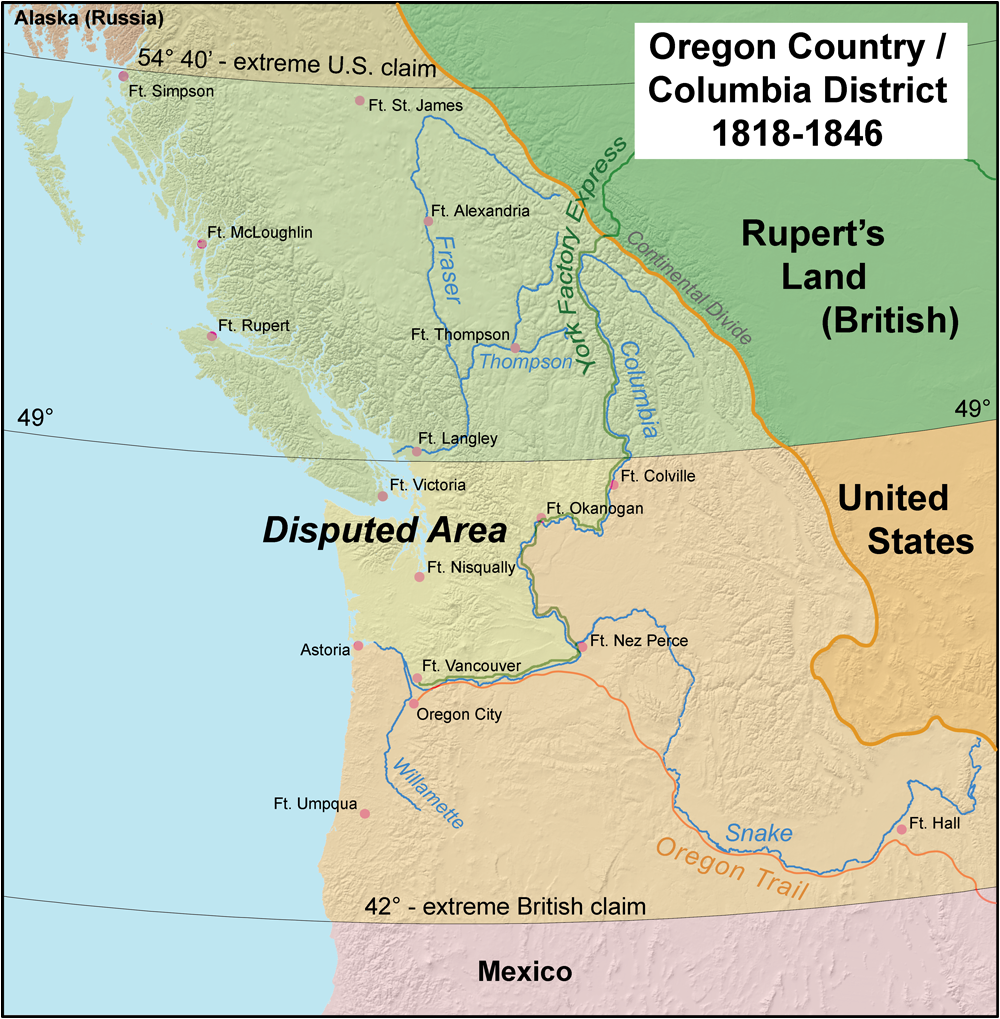
美國（54°N）和英國（42°N）各自認定的疆界，和簽約的疆界（49°N）

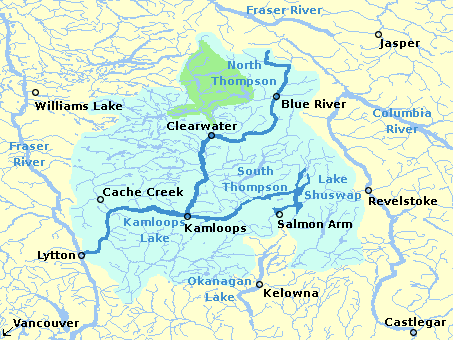
湯遜河的位置圖

從必頓河一帶所發現的石器所推定，卑詩省於11,500年前已出現人類聚落。太平洋西北海岸的原住民族在現卑詩省的範圍擴散；到了歐洲人初臨此地時，現加拿大國境内近一半原住民皆居於此處。探險家詹姆斯·庫克及喬治·溫哥華分別於1778年和1792-93年航行至此，確立英國在此的管轄權。1793年，亞歷山大·麥肯西成為首位以陸路橫跨北美洲到太平洋海域的歐洲人，並於貝拉庫拉附近的海岸豎立一塊石碑，為是次探索留下憑證。這次陸路旅程理論上也建立了英國對北美西北內陸地區的主權，而其他皮草公司的探險家隨後亦區内探索並繪製地圖。麥肯西、約翰·芬利、西門·菲沙、山姆爾·布萊克以及大衛·湯遜等探險家陸續在區内探索，但目標主要還是放在擴張皮草貿易而非政治考慮。西門·菲沙是第一個沿著菲沙河而上的探險家，該河因此以他為名；大衛·湯遜則為內陸超過七萬平方呎的地域繪製地圖。
西北公司和哈德遜灣公司相繼在此建立皮毛貿易站。英國再於1818年與美國簽訂協議，設立由兩國並治的哥倫比亞地區（Columbia District），北界為北緯54°40（即俄羅斯北美殖民地的南限），西界為洛磯山脈，南面則與墨西哥屬加利福尼亞為鄰。
兩家皮毛公司於1821年合併後，現在構成卑詩的地域亦劃分為三個皮毛貿易區。中部和北部内陸地區歸入新卡利多尼亞區，從聖詹士堡管轄。湯普森河流域以南和哥倫比亞河以北的南部内陸地區歸入哥倫比亞區，從座落哥倫比亞河下游的溫哥華堡（現華盛頓州溫哥華市）管轄。現卑詩省東北部，洛磯山脈以東的和平河則歸入阿薩巴斯卡區，從奇佩維安堡管轄。這些地區並未正式建制，只由哈德遜灣公司的行政人員管轄。
隨著美國陸續向西擴張，英美兩國也開始就哥倫比亞河流域下游部分（即現華盛頓州和奧勒岡州）的主權出現紛爭。兩國最終於1846年簽訂《俄勒岡條約》，兩國的領土以北緯49度劃分，該界以南的地域（除溫哥華島和海灣群島外）全歸美國，兩國並治哥倫比亞地區的局面亦告結束。兩國雖已簽訂協議，但英國仍對美國存有戒心。為了進一步確立其主權，英國於1849年正式於溫哥華島建制，成立溫哥華島殖民地，首都設於域多利。哥倫比亞區餘下在四九綫以北的地域則歸入新卡利多尼亞，仍屬英屬北美轄下的未建制範圍，繼續由哈德遜灣公司人員管理。

### 1858年－1865年淘金潮
在1858年左右，傳出英屬俄勒岡區域和加州附近有黃金，於是哈德遜灣公司在二月帶了約八百人在這個區域勘查，在新卡利多尼亞發現黃金，約是在現在菲沙河跟湯遜河的交會點，五月又帶了另一批人到菲沙峽谷的耶魯鎮開始了卑詩省初期開墾，又建立了溫哥華堡和域多利堡兩個大據點。這一年冬天特別冷，只有很少數的人真的找到黃金。更多的人放棄了這個工作，接下工作的是中國移民，這使大量廣東人移民到美加西岸。雖然很少人賺大錢，但此淘金潮卻對卑詩省後續的發展貢獻很大。這段時間內，有多過三萬的移民進入此地。
淘金潮亦吸引大批美國人湧入新卡利多尼亞，促使英國殖民地部正式將該地建制為英屬哥倫比亞殖民地（Colony of British Columbia），並定都於新西敏。往後年間該地再度出現數場淘金潮，並帶旺了巴克圍（Barkerville）和利魯逸（Lillooet）等內陸城鎮。然而，殖民地政府為了提升這些內陸偏遠地區的基礎設施而舉債累累。另一方面，溫哥華島殖民地在同一時期亦面臨財困，英國殖民地部遂於1866年將兩個殖民地合併為一以精簡架構。
在淘金潮減退後，雖然還有少數人繼續往內陸淘金，但大部分的人在菲沙河谷和域多利定居下來了，很多掏金礦工改去挖煤礦，也有一些人捕鮭魚或伐木。域多利是當時很重要的港口，航行過太平洋的船隻會在此處補水加煤。而由於種族歧視的關係，黃種人都聚集在一起發展成所謂“中國城”，卑詩省的開墾在這時有很大的發展。

### 加入聯邦

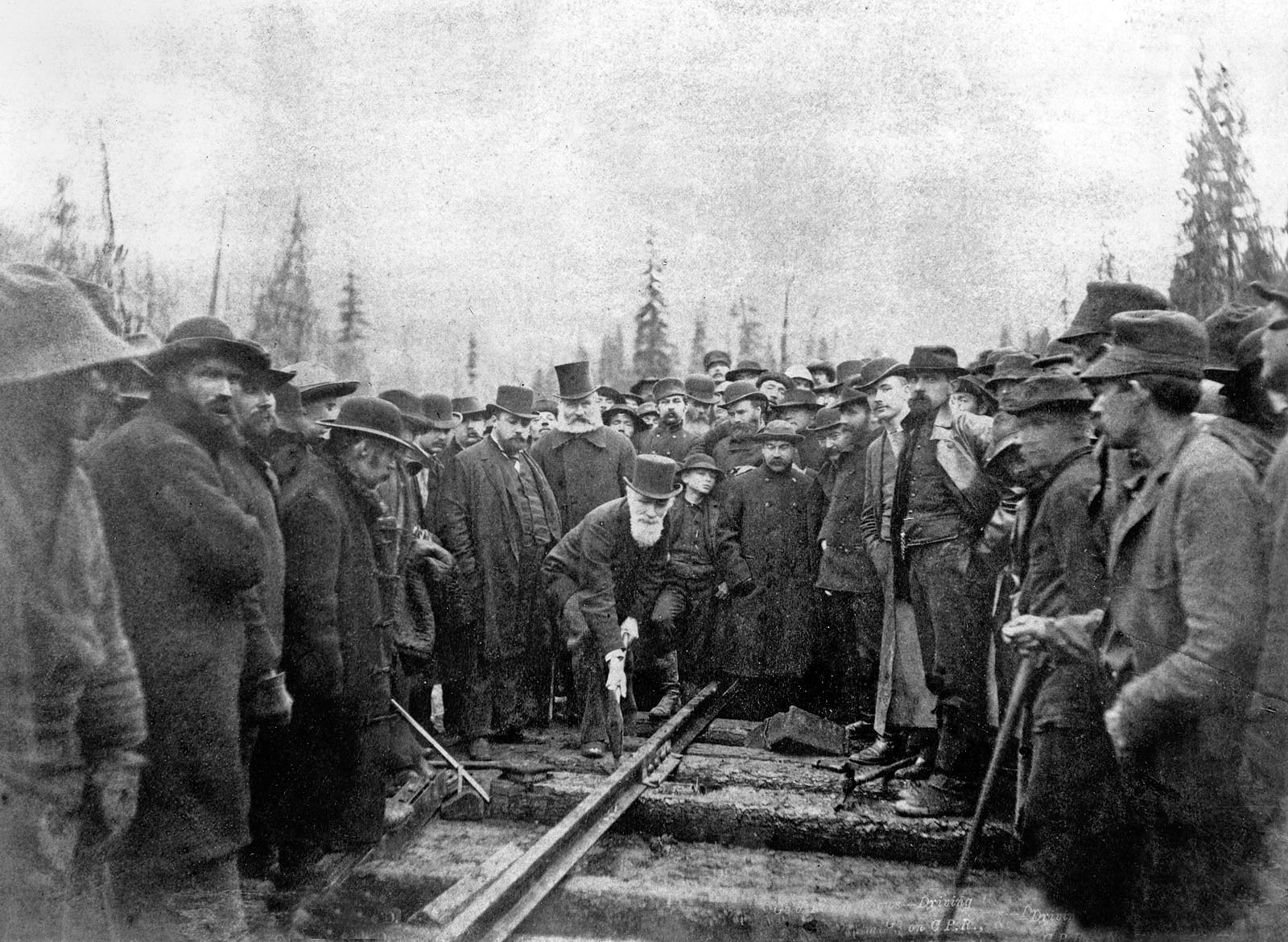
加拿大太平洋鐵路工程

卑詩屬於英國的時候債台高築且人口稀少，最大城市域多利也只有3270人，十年後也只成長到5925人，英國人認為此地「沒有經濟成長實力」（Lifeless in business）。有三个选择：留属英国殖民地、加入美国或加入加拿大。如果留属英国殖民地的话，英屬哥倫比亞省將会继续负债，且距離英国太远，不利于经济发展，而加拿大聯邦以鐵路誘惑英屬哥倫比亞加入聯邦，這在當時交通極為不便的英屬哥倫比亞來說是極大的利益。卑詩遂於1871年7月20日正式加入加拿大聯邦，成為加拿大第六個省份。
加拿大太平洋鐵路於1885年開通至卑詩省。坐落布勒内灣南岸的煤氣鎮被選為鐵路的西岸總站，並於1886年正式建制為溫哥華市。溫哥華的港口設施啓用後，該處發展迅速，市內人口更於50年內超越溫尼伯，成為加拿大西部最大城市。第二條大陸鐵路則於1914年落成，經喬治王子城通往卑詩省北海岸的魯珀特王子港，為該地經濟開拓新機。

## 地理

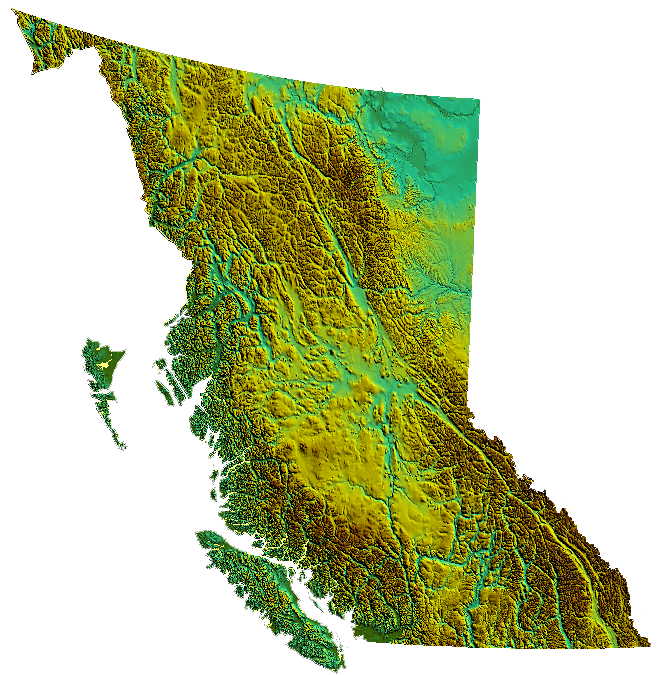
卑詩省地形圖

卑詩省西鄰太平洋，西北與美國阿拉斯加州接壤，北邊則是育空地區和西北地區，東邊為亞伯達省，南面為美國華盛頓州、愛達荷州和蒙大拿州。現在卑詩省南面的美加邊界位于北纬49度线，是根據1846年俄勒岡條約劃訂的。卑詩省的土地面積約944,735平方公里，相當於坦桑尼亞，亦大約是法國、德國和荷蘭的總和。卑詩省的蜿蜒曲折的海岸線長約27,000公里，海島眾多（約6000個），大部分為無人島，最大島是溫哥華島，各島由卑詩渡輪連接。卑詩省超過一半的面積是山地。
卑詩省的省會是域多利，位於溫哥華島的東南端。最大城市溫哥華位處省内西南部低陸平原地區，是加拿大西部人口最多的城市，亦是加拿大第三大的都會區。省内其他主要城市包括位於低陸平原的素里、本那比、華人重鎮列治文（人口約60%為亞裔移民）、蘭里區、蘭里市和新西敏市；菲沙河谷内的亞博斯福和奇利瓦克；以及内陸的基洛纳和坎卢普斯。喬治王子城是卑詩省北部最大的城市，也是16號公路和97號公路的交會點。
全省有百分之七十的面積是山區（海拔1,000公尺以上），主要是海岸山脈與落磯山脈，百分之六十是森林，只有百分之五是可耕地。所以卑詩省以伐木業和觀光業為主。由于卑詩省西南部為温带海洋性气候，所以南部山谷也盛產水果和葡萄酒，尤其是以奥肯拿根地區的葡萄酒和蘋果酒最有名。在濱海，溫哥華島及其餘海岸，是溫帶雨林氣候。由於山脈阻擋，除內陸山區較冷，整體平均溫度比加拿大平均溫度高出許多。

### 域多利
域多利原本並不是卑詩省的省會，但由於俄勒岡條約簽定以北緯四十九度為美加邊界，加拿大人為了不喪失此地而以此地作為省會，現在域多利已變成加拿大第十五大的都會區。加拿大的太平洋鐵路經過此地，並蓋了一個有名的旅店The Empress。

### 溫哥華
通常溫哥華指大溫哥華地區，這個都會區是卑詩省人口最多的地區，城市包括素里、列治文、本那比等等，是卑詩省的重要經濟中心。

### 都会区
| 排名 | 都会区名稱          | 2016年人口 |
| ---- | ------------------- | ---------- |
| 1    | 温哥华 CMA          | 2,463,431  |
| 2    | 维多利亚 CMA        | 367,770    |
| 3    | 基洛纳 CMA          | 194,882    |
| 4    | 阿伯茨福德-米逊 CMA | 180,518    |
| 5    | 纳奈莫 CA           | 104,936    |
| 6    | 坎卢普斯 CA         | 103,811    |
| 7    | 奇利瓦克 CA         | 101,512    |
| 8    | 乔治王子城 CA       | 86,622     |
| 9    | 弗农 CA             | 61,334     |
| 10   | 考特尼 CA           | 54,157     |

## 人口統計

### 卑詩省的人口
| 年份 | 人口      | 五年 %改變 | 十年 %改變 | 各省排名 |
| ---- | --------- | ---------- | ---------- | -------- |
| 1861 | 51,524    | n/a        | -6.3       | 6        |
| 1871 | 36,247    | n/a        | -29.7      | 7        |
| 1881 | 49,459    | n/a        | 36.4       | 8        |
| 1891 | 98,173    | n/a        | 98.5       | 8        |
| 1901 | 178,657   | n/a        | 82.0       | 6        |
| 1911 | 392,480   | n/a        | 119.7      | 6        |
| 1921 | 524,582   | n/a        | 33.7       | 6        |
| 1931 | 694,263   | n/a        | 32.3       | 6        |
| 1941 | 817,861   | n/a        | 17.8       | 6        |
| 1951 | 1,165,210 | n/a        | 42.5       | 3        |
| 1956 | 1,398,464 | 20.0       | n/a        | 3        |
| 1961 | 1,629,082 | 16.5       | 39.8       | 3        |
| 1966 | 1,873,674 | 15.0       | 34.0       | 3        |
| 1971 | 2,184,620 | 16.6       | 34.1       | 3        |
| 1976 | 2,466,610 | 12.9       | 31.6       | 3        |
| 1981 | 2,744,467 | 11.3       | 25.6       | 3        |
| 1986 | 2,883,370 | 5.1        | 16.9       | 3        |
| 1991 | 3,282,061 | 13.8       | 19.6       | 3        |
| 1996 | 3,724,500 | 13.5       | 29.2       | 3        |
| 2001 | 3,907,738 | 4.9        | 19.1       | 3        |
| 2006 | 4,113,487 | 5.3        | 10.4       | 3        |
| 2011 | 4,400,057 | 7.0        | 12.6       | 3        |
| 2016 | 4,648,055 | 5.6        | 13.0       | 3        |
| 2021 | 5,000,879 | 7.6        | 13.7       | 3        |

來源：加拿大統計局
|                    | 卑詩省1991年 | 卑詩省2001年 | 加拿大2001年 | 卑詩省2001年數目 | 备注                     |
| ------------------ | ------------ | ------------ | ------------ | ---------------- | ------------------------ |
| 總人口             | 100%         | 100%         | 100%         | 3,868,875        |                          |
| 總基督徒           | 64.3%        | 55.7%        | 77%          | 2,124,615        |                          |
| 新教               | 41.9%        | 31.4%        | 29%          | 1,213,295        |                          |
| 天主教             | 18.3%        | 17.2%        | 44%          | 675,320          | 包括羅馬天主教           |
| 東正教             | 0.7%         | 0.9%         | 2%           | 35,655           |                          |
| Christian n. i. e. | 2.7%         | 5.2%         | 3%           | 200,345          |                          |
| 錫克教             | 2.3%         | 3.5%         | 1%           | 135,310          |                          |
| 佛教               | 1.1%         | 2.2%         | 1%           | 85,540           |                          |
| 伊斯蘭教           | 0.8%         | 1.5%         | 2%           | 56,220           |                          |
| 印度教             | 0.6%         | 0.8%         | 1%           | 31,500           |                          |
| 猶太教             | 0.5%         | 0.5%         | 1%           | 21,230           |                          |
| 東方宗教           |              | 0.3%         | 0.1%         | 9,970            | 包括道教                 |
| 其他               |              | 0.4%         | 0.2%         | 16,205           | 包括科學思想，原住民等等 |
| 無信仰             | 30.0%        | 35.9%        | 17%          | 1,388,300        | 包括無神論者             |

### 語言
由2006年的人口普查，對4,113,847人調查，4,022,045對母語作了單獨的回答。
| 語言                                             | 母語使用人數 | 百分比 |
| ------------------------------------------------ | ------------ | ------ |
| 英語                                             | 2,875,770    | 71.5%  |
| 漢語（官話、粵語、客家話、閩南話、吳語、晉語等） | 342,920      | 8.5%   |
| 旁遮普語                                         | 158,750      | 4.0%   |
| 德語                                             | 86,690       | 2.2%   |
| 法語                                             | 54,745       | 1.4%   |
| 菲律賓語                                         | 50,425       | 1.3%   |
| 韓語                                             | 46,500       | 1.2%   |
| 西班牙語                                         | 34,075       | 0.9%   |
| 波斯語（伊朗）                                   | 28,150       | 0.7%   |
| 義大利語                                         | 27,020       | 0.7%   |
| 荷蘭語                                           | 26,355       | 0.7%   |
| 越南語                                           | 24,560       | 0.7%   |
| 印地語                                           | 23,240       | 0.6%   |
| 日語                                             | 20,040       | 0.5%   |
| 俄羅斯語                                         | 19,320       | 0.5%   |
| 波蘭語                                           | 17,565       | 0.4%   |
| 葡萄牙語                                         | 14,385       | 0.4%   |
| 烏克蘭語                                         | 12,285       | 0.3%   |
| 匈牙利語                                         | 10,670       | 0.3%   |
| 克羅地亞語                                       | 8,505        | 0.2%   |

| 語言                         | 母語使用人數 | 百分比 |
| ---------------------------- | ------------ | ------ |
| 阿拉伯語                     | 8,440        | 0.2%   |
| 烏爾都語                     | 7,025        | 0.2%   |
| 丹麥語                       | 6,720        | 0.2%   |
| 希臘語                       | 6,620        | 0.2%   |
| 古吉拉特語                   | 6,565        | 0.2%   |
| 羅馬尼亞語                   | 6,335        | 0.2%   |
| 塞爾維亞語                   | 6,180        | 0.2%   |
| 捷克語                       | 6,000        | 0.1%   |
| 芬蘭語                       | 4,770        | 0.1%   |
| 阿撒巴斯卡語（一種北美語系） | 3,500        | 0.1%   |
| 斯洛伐克語                   | 3,490        | 0.1%   |
| 挪威語                       | 3,275        | 0.1%   |
| 泰米爾語                     | 3,200        | 0.1%   |
| 塞利希語（印地安族群）       | 3,190        | 0.1%   |
| 伊洛果語                     | 3,100        | 0.1%   |
| 馬來語                       | 3,100        | 0.1%   |
| 米沙鄢語                     | 3,035        | 0.1%   |
| 瑞典語                       | 2,875        | 0.1%   |
| 土耳其語                     | 2,255        | 0.1%   |
| 欽西安語                     | 2,125        | 0.1%   |

其他語言也算，只是這裡只列出了使用者兩千人以上的語言。
各數字代表受訪者認定自己所會的單一母語人數，若受訪者會兩種母語，且認定自己會兩種母語則不列入計算。

## 政治

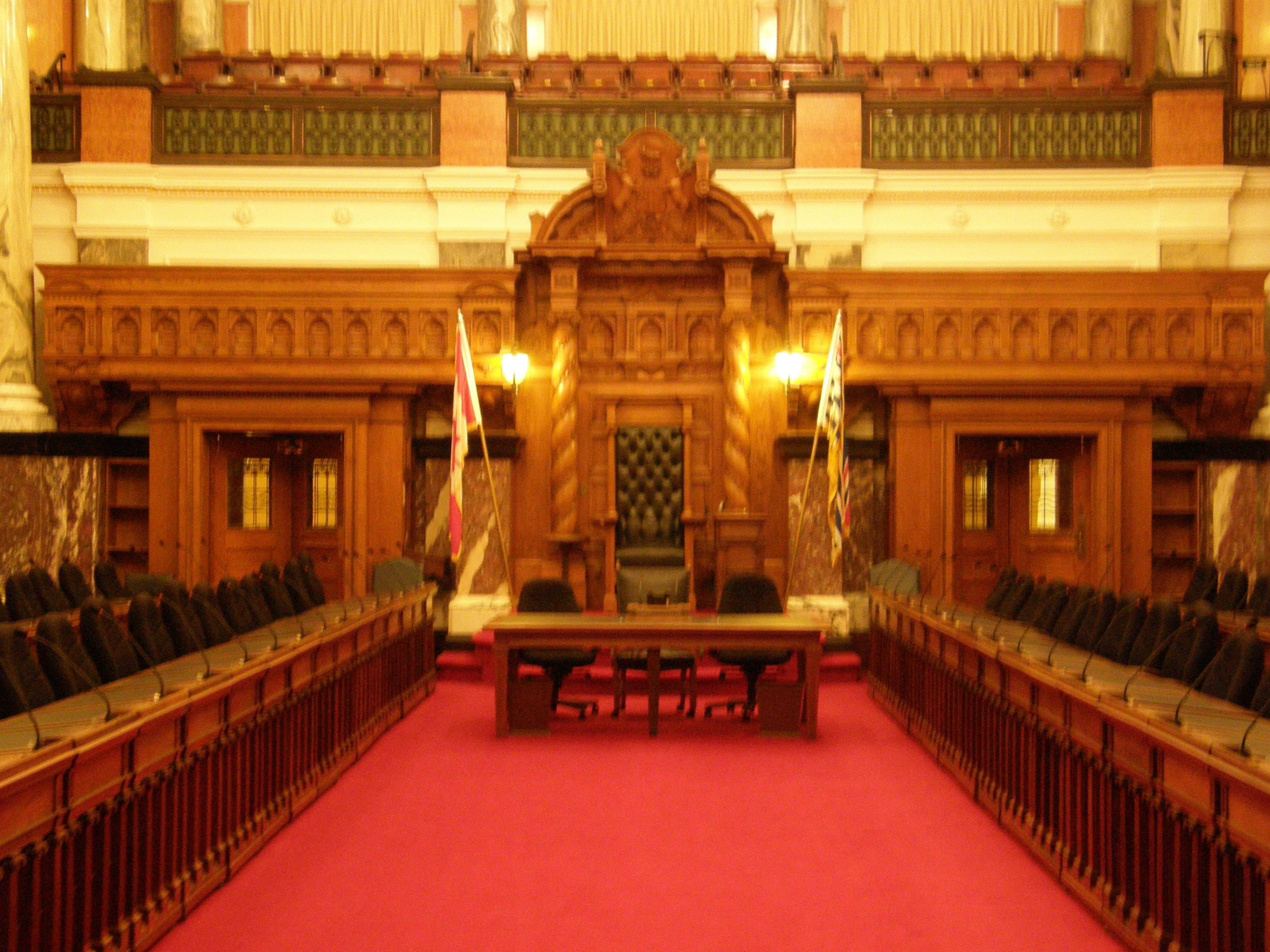
議院內部

卑詩省目前第30任的省督是奥斯汀（Janet Austin），由加拿大总理推荐后由加拿大总督委任。
卑詩省議會由民選產生，共有87名議員，省長一職通常由多數黨的黨魁出任。2020年不列顛哥倫比亞省大選，新民主黨和自由黨分別贏取57席和28席，綠黨持有2席。。賀謹於同年6月29日在省議會向自由黨政府提出不信任動議，以44-42票通過，結束自由黨自2001年起連續執政16年的局面。
卑詩省自由黨跟加拿大自由黨是無關係的，卑詩省自由黨是相當多元化的聯盟。2023年卑詩省自由黨更名為聯合黨。在卑詩省自由黨崛起之前，卑詩省的主要偏右政黨是卑詩社會信用黨（British Columbia Social Credit Party）；該黨從1950年代至1990年代之間長時間執政。

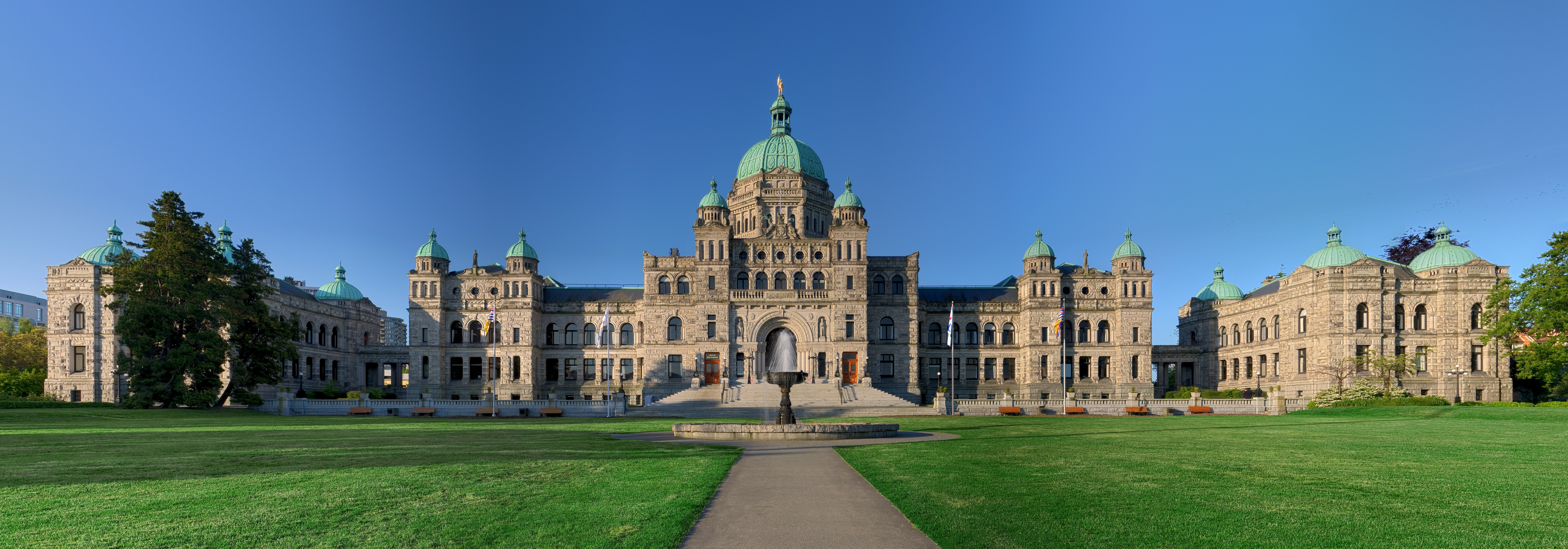
卑詩省省議會

## 經濟
卑詩省的經濟主要依賴於自然資源，以林木業尤甚，但近年也越來越重視發展礦業，失業率目前正處於30年來最低水平的4.5 ％。新的就業機會大多在建築和服務業。

### 採礦業
採礦業一直都是卑詩省的經濟支柱，二十世紀的淘金熱更帶來了大量移民，在1995年產值達到41億加幣，煤礦、銅、石油和天然氣是卑詩省最有價值的資源之一。1948年，天然氣在Pouce Coupe被發現，1955年，在Boundary Lake發現了大量的石油，現在省的東北方是天然氣產量最多的地方，採集煤礦的歷史最久，早期大多由亞洲移民開採，1836年溫哥華島就已經在開採了，直到現在還有一個採礦場尚未關閉，卑詩史上最嚴重的礦坑爆炸案發生於1887年3月3日，在近年來有些礦場改作觀光業，例如有名的布查德花園。
卑詩省還有少數的玉、銀，鉛的採集，但佔的比例不大。除此之外卑詩省在玉的加工業很有名。

### 森林業
卑詩省是加拿大主要木料出產省，也是世界紙漿產量最多的地方之一，尤其是針葉樹木產量更是世界第一，主要出口到美國、歐盟跟日本，2005年產值達到147億元，佔加拿大原木出口的百分之三十三。

### 服務業
每年有大量的國際學生到卑詩省讀書，這也是卑詩省的財政來源之一，溫哥華地區有“北方好莱坞”（Hollywood North）之誉，是北美第三大電影製造區，影视产业的规模僅次於洛杉磯和紐約。

### 漁業資源
卑詩省因為靠海的關係，所以漁業也是他的一個重要資源，Nass River以南一直到溫哥華島都是鮭魚、比目魚的主要採集區，南部海岸和內陸大湖也有大量的養殖漁業，溫哥華島有牡蠣的養殖。鮭魚秋天洄游時會進入菲沙河水系，Nass River，Skeena River，這三條河，沿岸的城市也都會有生態教育和慶祝活動，可見鮭魚在加拿大人心中的地位頗高。卑詩省對於人工孵化鮭魚也是很有名的，經過長時間研究發現超過百分之八十五的鮭魚能成功長大，使產量增加。另外卑詩省還有海藻採集。原本在1905年至1972年卑詩省殺了三萬隻鯨魚，經過立法限制後，現在賞鯨業也開始在卑詩省發展。

## 體育
卑詩省是一個很注重體育的省份，各城市大多有體育中心，主要運動是冰球和橄欖球。

### 冰球
溫哥華加人隊是加入國家冰球聯盟（NHL）的唯一卑詩省隊伍，算是較晚加入的隊伍，另外還有溫哥華巨人隊加入加拿大冰球聯盟，除了這兩個比較大的聯盟外，在此省還有一些省級的自辦冰球比賽。

### 冬季奧運
2010年冬季奧林匹克運動會（第二十一屆冬季奧林匹克運動會）2010年於加拿大溫哥華舉行的冬季奧運會。這是英屬哥倫比亞省第一次舉辦奧運比賽，大溫哥華地區和惠斯勒（Whistler）都有比賽的會場。（页面存档备份，存于） 四個吉祥物分別叫做Miga、Quatchi、Sumi和Mukmuk。

## 交通

### 歷史
落磯山脈一直阻擋著英屬哥倫比亞東行的路，一直到鐵路建成之前，皮草商人和探險家一直使用和平峽谷（Peace River Canyon）（页面存档备份，存于） 穿越落磯山脈。幾乎所有往太平洋的旅客和貨物，都是通過域多利和新西敏（New Westmister）的港口。到了1930年代，鐵路是唯一的陸路交通，要不然就要開車繞道美國才可以到內陸的省份。1932年開始建省道參見卑詩省省道表（页面存档备份，存于），1950年代後才建加拿大橫貫公路，今日公路為最佳的運輸方式。

### 公路和高速公路

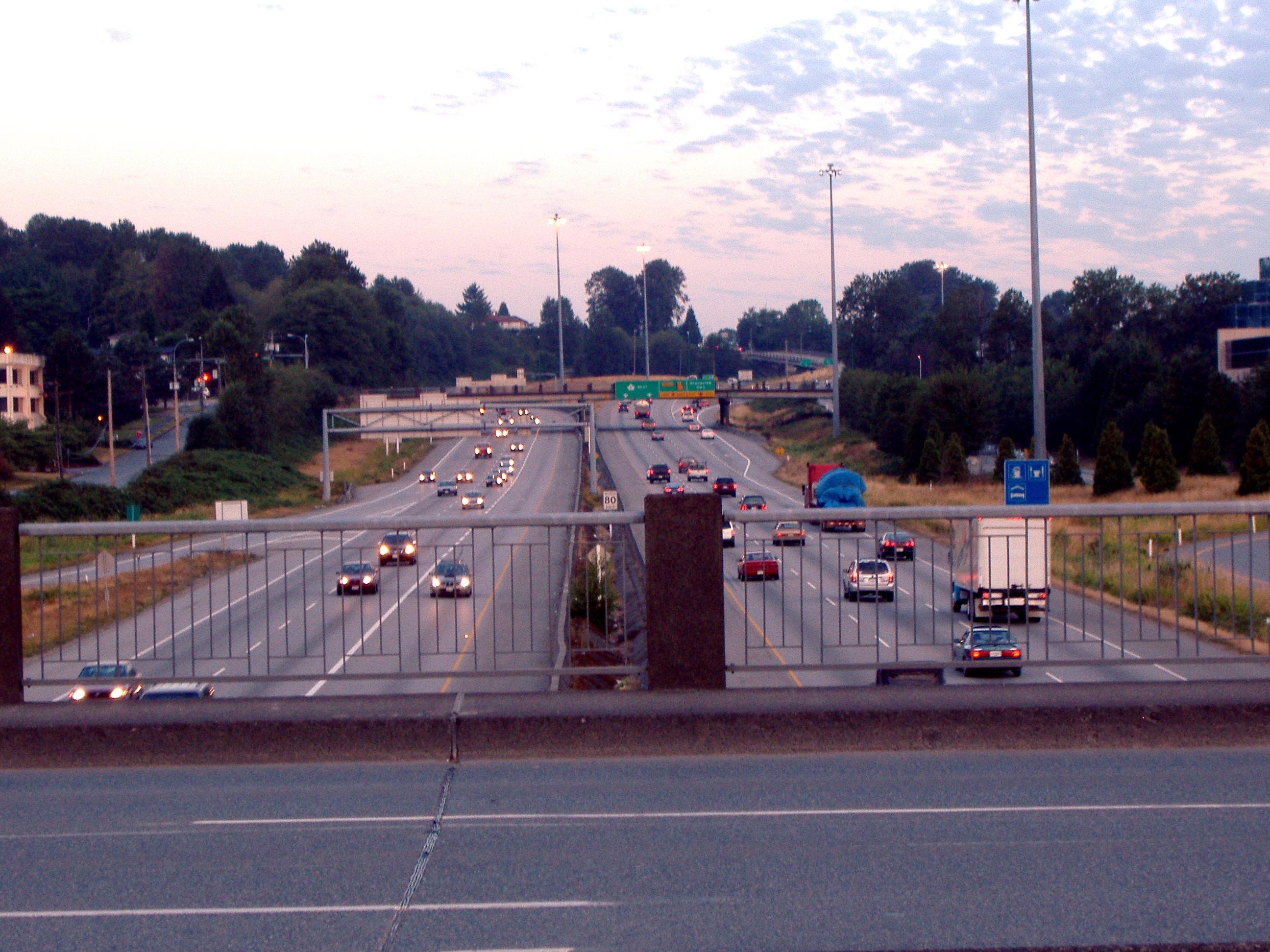
溫哥華和本拿比之間的一段卑詩省1號公路（橫加公路）

有四條穿越落磯山脈到加拿大其他省的公路，從南到北依序是：
- 從Crowsnest為起點經Sparwood的高速公路
- 加拿大橫貫公路（1號公路）經過班芙國家公園到卡加利
- 耶洛黑德公路（5號公路）經過賈斯珀國家公園到愛民頓
- 二號公路經由道森克里克（Dawson Creek）可到育空或愛民頓

最長的省道是97號省道，全長2081公里，南起美加邊境城鎮奥索尤斯，北至育空地區的沃森湖。

### 汽車保險
卑詩省的汽車保險、道路規則、牌照、駕照和卑诗省居民身份证（BCID）均由卑詩保險公司（Insurance Corporation of British Columbia，ICBC）负责发放及管理。（页面存档备份，存于） 。駕照考試根据可驾驶的车辆种类而定，驾驶员的最低年龄是十六岁。驾驶执照的种类分为八类：第一类为多轴的牵引式拖车组合或任何机动车辆或车辆组合（摩托车除外）；第二类为拖车或拖挂车不超过4600公斤的载重量（除非这些车辆具有液压制动刹车装置。）；大客车、学校校巴、公交车、为举行特别活动的或有特殊设施的车辆（包括第四类的任何机动车辆或组合车辆）；筆試（Knowledge test）則提供英语、法语、简体中文和繁体中文版本。

### 大眾運輸系統

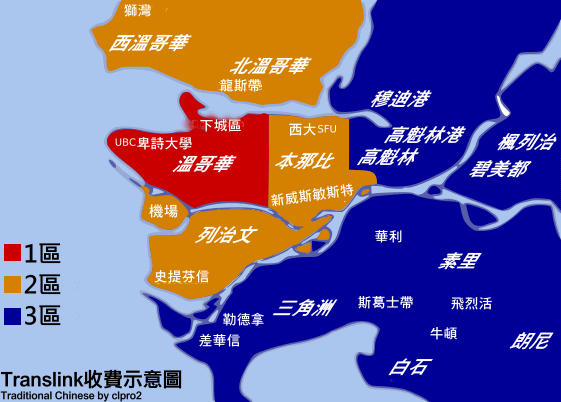
運輸聯線的營運範圍

1978年以前，省内的地面公共交通是由省營的卑詩省水電局（BC Hydro）營運。後來省政府則設立卑詩交通局（BC Transit）接管有關服務。運輸聯線（Translink）則於1998年成立，並接管大溫哥華地區内的公共交通服務，包括溫哥華架空列車捷運系統、短程渡輪和公車。卑詩省除了溫哥華地區使用電力巴士以外，其他地區則是用柴油巴士，少數使用油電混合巴士（Hybrid）。
大溫哥華地區内的捷運系統正處於擴建階段，南行至列治文的加拿大線（Canada Line）於2009年8月17日正式通車。東行至滿地寶和高貴林的長青線（Evergreen Line）于2016年12月通车。目前正在進行的工程有將博覽線延伸至蘭里的素里-蘭里延伸線以及將千禧線沿百老匯街西延的百老匯延伸線。

### 通訊
和加拿大其他省份一樣，卑詩省的流動通訊公司大致有三家，分別是羅渣士通訊集團（Rogers）、貝爾（Bell）與研科（Telus）。另外，近年新加入加拿大流動通訊市場的Wind Mobile和城訊移動（Mobilicity）都已在大溫哥華地區開設了相關服務。而家居電話、有線電視和網路公面方面則主要由蕭氏通訊（Shaw）和研科提供。

### 鐵路
詳細見加拿大太平洋鐵路

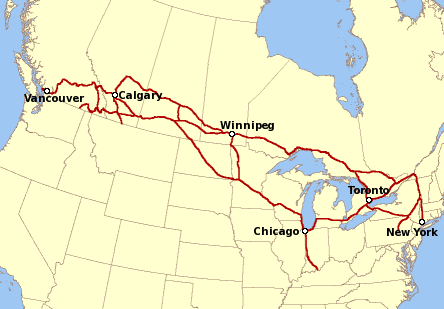
CPR的主要路線

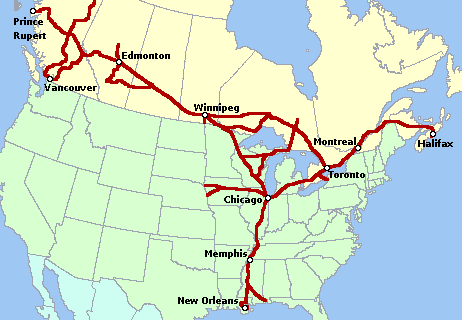
CN的主要路線

1885年完成加拿大太平洋鐵路（CPR），是英屬哥倫比亞省進入加拿大邦聯的一個條件。完成後，鐵路成為出入卑詩省的唯一方法，一直到州際公路建成。在太平洋鐵路建完後，加拿大國家鐵路公司（CNR）建造另一條從Yellowhead到溫哥華的鐵路，與加拿大太平洋鐵路公司競爭。太平洋東方鐵路（PGE）提供了一個南北幹線之間的連結，現在屬於CN鐵路，2003年，省政府以10億元把卑詩鐵路出售給CN鐵路。

### 水上交通

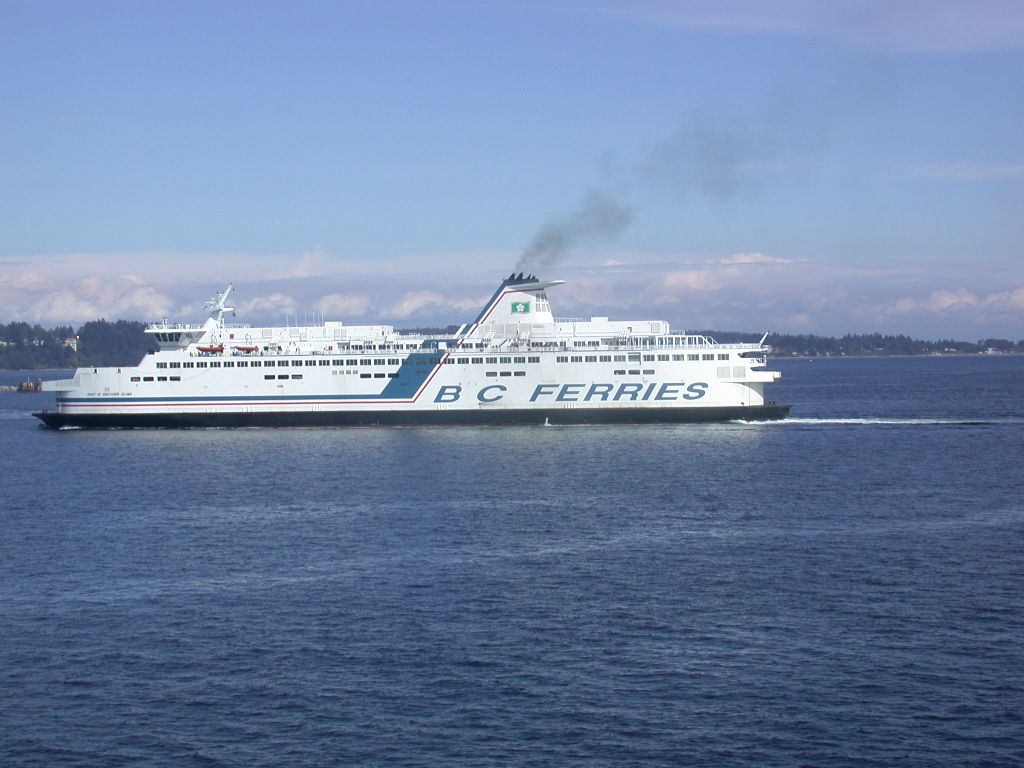
BC Ferry的渡輪

卑詩渡輪（BC Ferry）在1960年被定為省級公司，以提供乘客和車輛的渡輪服務，來往溫哥華島和低陸平原，目前經營二十五條路線。至於到華盛頓的渡輪，是由華盛頓州渡輪（Washington Ferry）和Black Ball Transport运营。內陸湖泊和河流的渡輪，則是由省政府經營。
重要的商業遠洋運輸港口坐落於溫哥華、羅伯茨堤岸、魯珀特王子港和域多利；其中溫哥華港是加拿大最大港口。溫哥華、域多利以及魯珀特王子港也是主要郵輪港口。2007年，一個大型海上貨櫃港口在魯珀特王子港落成，再於2009年擴建；其內陸分流設施則設於喬治王子城。省政府計畫透過溫哥華和魯珀特王子港的貨櫃港把卑詩省發展成爲亞洲通到北美洲的運輸之門。

### 空中交通
卑詩省有超過兩百個機場，主要是溫哥華國際機場（YVR）、域多利國際機場（YYJ）、基隆拿國際機場（YLW）以及喬治皇子城機場（YXS），前三個每機場在2005年個別服務超過1,000,000人次。溫哥華國際機場是全加拿大第二繁忙的機場，在2005年估計有1600萬旅客使用。

## 教育
在卑詩省每一個人都必須完成十二年的義務教育，在中學的時候會教一些法語，高中（10到12年級）要求要80個學分才能畢業，其中包括48個必修課程學分，例如英文、社會、數學等，還有28個選修學分，可以是第二語言、家政等科目，所有修科目都必須參加省考才算修過，外加工作或義工經驗30個小時和有紀錄的運動八十個小時，拿另外四個學分。申請大學是用十二年級的成績，卑詩省有以下幾所大學：
- 公立大學

| 中文校名               | 英文校名                                | 位置       | 2013 麦克林國內排名 | 2007 泰晤士全球排名 | 2008 ARWU全球排名 | 網址                       |
| 卡比蘭諾大學           | Capilano University                     | 北溫哥華   |                     |                     |                   | 首頁                       |
| 艾蜜莉卡藝術及設計大學 | Emily Carr University of Art + Design   | 溫哥華     |                     |                     |                   | 首頁（页面存档备份，存于） |
| 昆特蘭理工大學         | Kwantlen Polytechnic University         | 素里       |                     |                     |                   | 首頁（页面存档备份，存于） |
| 皇家漢樑大學           | Royal Roads University                  | 域多利     |                     |                     |                   | 首頁                       |
| 西門菲莎大學           | Simon Fraser University                 | 本那比     | 綜合型大學，1       | 139                 | 201-302           | 首頁（页面存档备份，存于） |
| 湯姆遜河大學           | Thompson Rivers University              | 錦祿       |                     |                     |                   | 首頁（页面存档备份，存于） |
| 英屬哥倫比亞大學       | University of British Columbia          | 溫哥華     | 醫學型大學，2       | 33                  | 35                | 首頁（页面存档备份，存于） |
| 菲沙河谷大學           | University of the Fraser Valley         | 亞博斯福   |                     |                     |                   | 首頁                       |
| 北英屬哥倫比亞大學     | University of Northern British Columbia | 喬治王子城 | 基礎型大學，2       |                     |                   | 首頁（页面存档备份，存于） |
| 域多利大學             | University of Victoria                  | 域多利     | 綜合型大學，2       | 213                 | 201-302           | 首頁                       |
| 溫哥華島大學           | Vancouver Island University             | 納奈莫     |                     |                     |                   | 首頁（页面存档备份，存于） |

- 公立理工學院：
  - 不列顛哥倫比亞理工學院
  - 不列顛哥倫比亞律政學院（英语：Justice Institute of British Columbia）
  - 尼古拉河谷理工學院（英语：Nicola Valley Institute of Technology）
- 私立大學：
  - 奎斯特大學（英语：Quest University）
  - 西三一大學
  - 加西大學（英语：University Canada West）
  - 費爾里·狄金生大學

## 公園和保護區

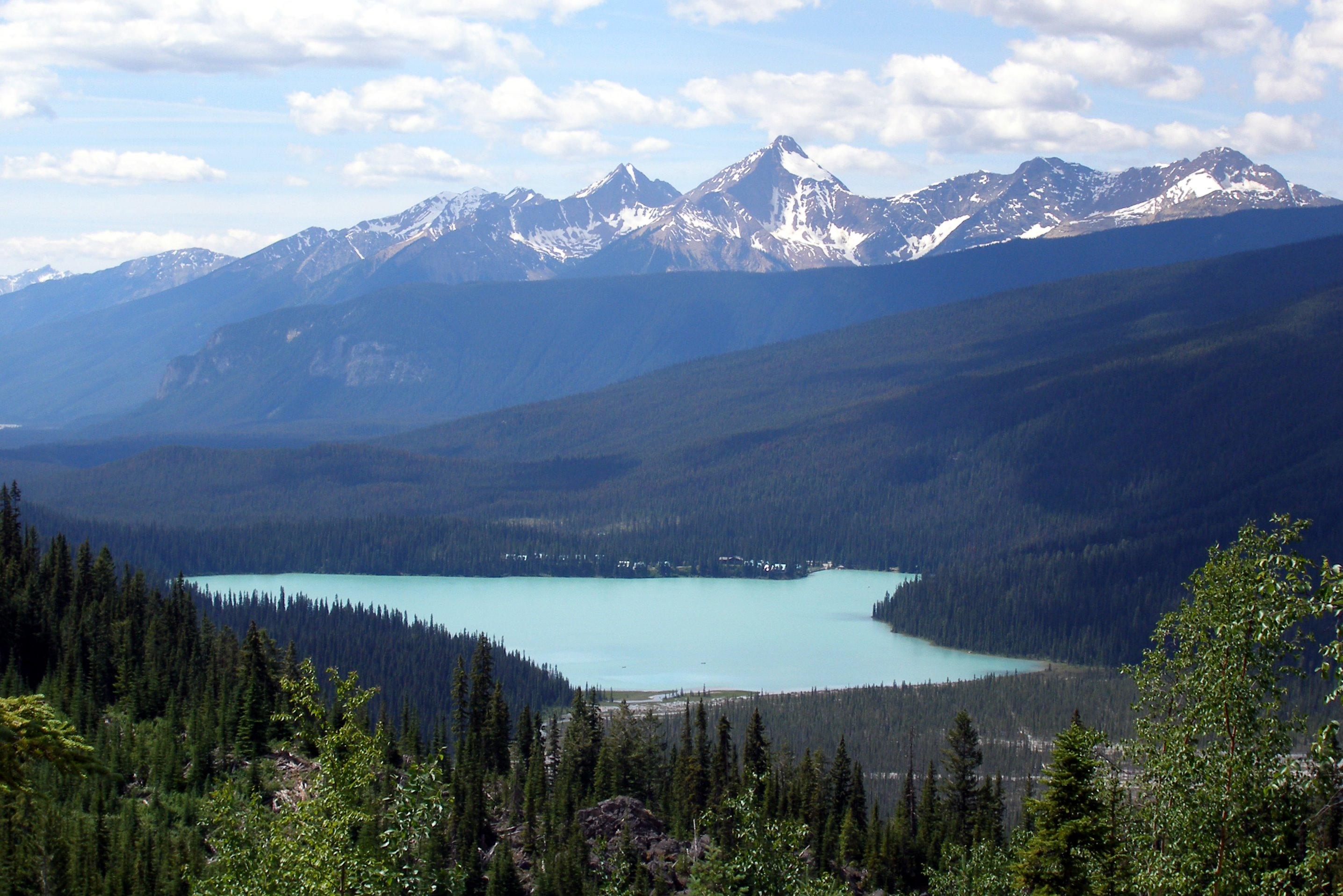
幽鶴國家公園

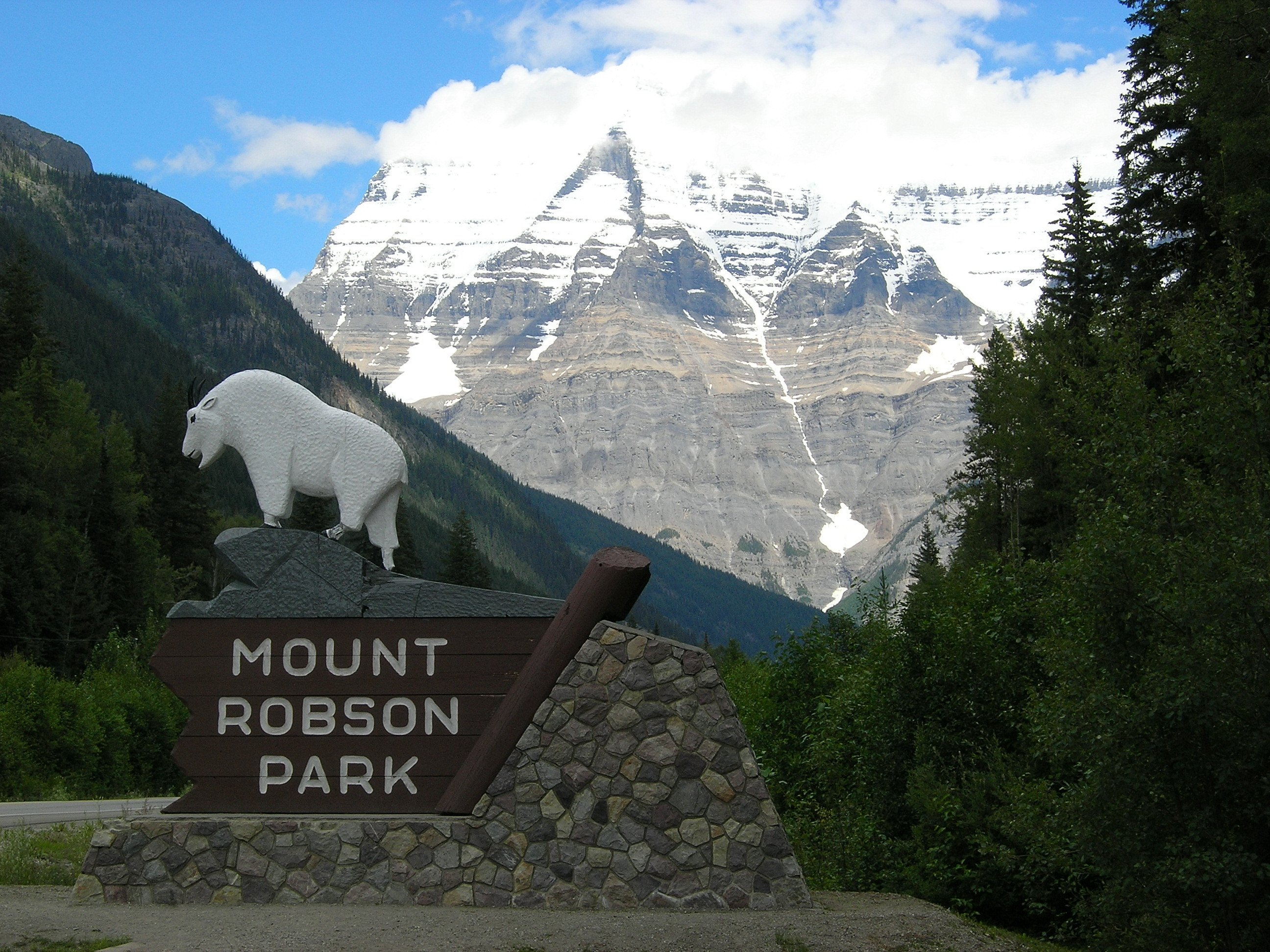
Mount Robson省級公園

全省有有141個生態保護區，35個省級海洋公園，7省級文物保護遺址，6個國家歷史遺址，4個國家公園和3個儲備國家公園。七個國家公園如下：
- 冰川國家公園 (加拿大)（Glacier National Park）
- 海灣群島國家公園（Gulf Islands National Park Reserve）
- Gwaii Haanas National Park Reserve and Haida Heritage Sit
- 庫特尼國家公園（Kootenay National Park）
- Mount Revelstoke National Park
- Pacific Rim National Park Reserve
- 幽鶴國家公園（Yoho National Park）

卑詩省還有很多省級公園，由卑詩省的公園環境厅管理，卑詩省的省級公園體系，是加拿大第二大公園系統，最大的是加拿大的國家公園系統。除了這些區域，47萬公頃的耕地受到保護。

## 脚注
1. ↑  是British Columbia的缩写
2. ↑  “卑诗”一词的粤语读音与英语“BC”相似

## 外部連結
- 卑詩省政府網站（页面存档备份，存于）
- 卑詩省旅遊局網站（页面存档备份，存于）
- 加拿大B.C.省駐台辦事處（繁體中文）